# アニス
アニス（過泥子・遏泥子、英: anise、学名: Pimpinella anisum）は、セリ科の一年草。古くから香料や薬草として利用されてきた。原産地はアナトリア半島、ギリシア、エジプトといった地中海東部地域である。

## 概要
開花期には花茎が伸びて高さ50センチメートル ほどの高さにまで成長する。種のように見える果実をアニス果（別名：アニシード、aniseed）と呼び、香辛料として用いる。西洋茴香（セイヨウウイキョウ）と表示されることもある。香りの主成分はアネトールであり、同じ成分を持つフェンネルシード（ウイキョウ）、甘草（カンゾウ）と似た甘い香りがある。シキミ科の八角（スターアニス）も同じアネトールを含むが、アニスと植物学上の類縁関係にはない。八角はアニスと似た味と香りを持ち、より安価であるため、アニスの代用品として使用されることがある。
果実は長さ5ミリメートル程度で2つに結合した心皮からなる双懸果であり、強い芳香を持つ。地上に出ている部分は若いうちは野菜として食用にされる。茎はセロリと食感が似ており、香りはアニシードよりもずっと弱い。

## 歴史
原産地は、アジア西部からヨーロッパ東部の地域。古代エジプトや古代ギリシア、古代ローマの時代から栽培されていたといわれる。古代エジプトではミイラを作る際の臭い消しの一つとして用いられた。エジプト最古の医薬書エーベルス・パピルスにもアニスが記載されている。
アニスは古代ギリシアの時代には主として薬草として扱われ、母乳の分泌を促進する、あるいは分泌期間を延ばすものと信じられてきた。ローマ人は胃のもたれを解消するため、アニスケーキを食した。そのほか、健胃剤、駆虫剤、去痰剤、歯磨き粉の成分として使われてきた。イーストン聖書辞典（1897年）によると、新約聖書の「マタイによる福音書」23章23節に出てくる「アニス」は、現在ではイノンド（英名・ディル dill）と呼ばれる植物を指している。
ヨーロッパでは、カール大帝が各地に作った香料植物園で9世紀頃から栽培が始まっている。しかし、原産地から遠いイギリスでは栽培が普及せず、ヨーロッパから輸入されていた。その希少さから1305年には特別な課税の対象となった。集まった税金はロンドン橋の修理のための資金となった。やがて、エジプトから種子が入るようになると、15-16世紀にはイギリスでも一般家庭で栽培され始めた。
16世紀のイギリスの本草書である「バンクスの本草書」には「アニスは肝臓の機能停止を防ぎ、不快なガスの排出を促し、主要な体液の流れを促進する」とある。また、アニスを携帯していれば邪視による災難を避けられる、といった魔よけとしての効能も持つと信じられてきた。植民地時代のアメリカには、リウマチの痛みが収まるまでタバコにアニス油とローズマリー油を混ぜてパイプで吹かすという、民間療法があった。
日本へは明治初年に入ったが、栽培は見本程度のものだと考えられている。

## 植物学的な特徴
一年生草本。草丈は50センチメートル (cm) ほどになる。根出葉は単葉で、長さ5 cmほどの長柄があり、葉身は円形で不規則な鋸歯がある。根出葉はセリ科香辛料野菜のなかでも唯一の例外である。花茎につく葉は形が異なり、葉脈が2 - 3回分岐して、葉脈にそって細長い葉身がつき、先端の葉は3出複葉になる。複散形花序をつけ、十数個の白い小花をつけた小散が10個ぐらいからなる。花の花弁は反巻する。分果は長さ5ミリメートル (mm) ほどの長円筒形で灰褐色をしている。

## 栽培
地中海沿岸、中部ヨーロッパ、小アジア、インド、メキシコなどの地域で栽培がおこなわれている。栽培適温は20度前後で、春まきで育て、3月まきで100日前後、4 - 5月まきで70日ほどで開花する。6月ごろにまくと、開花はするが果実不良になりやすい。播種は直播し、間引きしながら育て、株間を20 cm程度にする。苗をつくって移植することも可能で、育苗箱に種をまいて本葉が2枚出たときに育苗ポットに鉢上げし、本葉が4枚揃った苗を定植する。ただし、他のセリ科植物と同様に移植には弱いほうなので、大苗にならないようにする。開花が始まったころには支柱を立てて、倒伏防止とする。果実の収穫時期は、果実が淡褐色になってから行う。

## 利用
果実は独特の甘い香りがあり、ケーキやクッキーなどの菓子類やパン、アブサンやウーゾやイエーガーマイスターなどのリキュールのほか、カレーや魚介類、鶏などの料理、クリームスープ、ピクルス、ソースにも使用される。時には息の香りを良くするためや、消化剤としてや、咳や頭痛を鎮めるためにも用いられる。
果実は3%程度の精油を含み、水蒸気蒸留することで揮発性のアニス油が得られ、香料としてリキュールに加えたり、他の飲料に用いたりする。そのほか、少量を腹の張りや子供の疝痛（発作性の腹痛）の治療薬として使うことがある。アニス油は沸点210℃の黄色の液体で、成分は90%程度がアネトールである。そのほか、メチャビルコール、アニスケトン、カビコール、アニスアルデヒド、アニス酸、テルペンなどを含む。
生葉も香りがよいので、サラダなどに利用する。
食用以外ではポプリの作成や入浴剤、狩猟犬の訓練、ネズミ捕りの餌などに利用される。

## ギャラリー

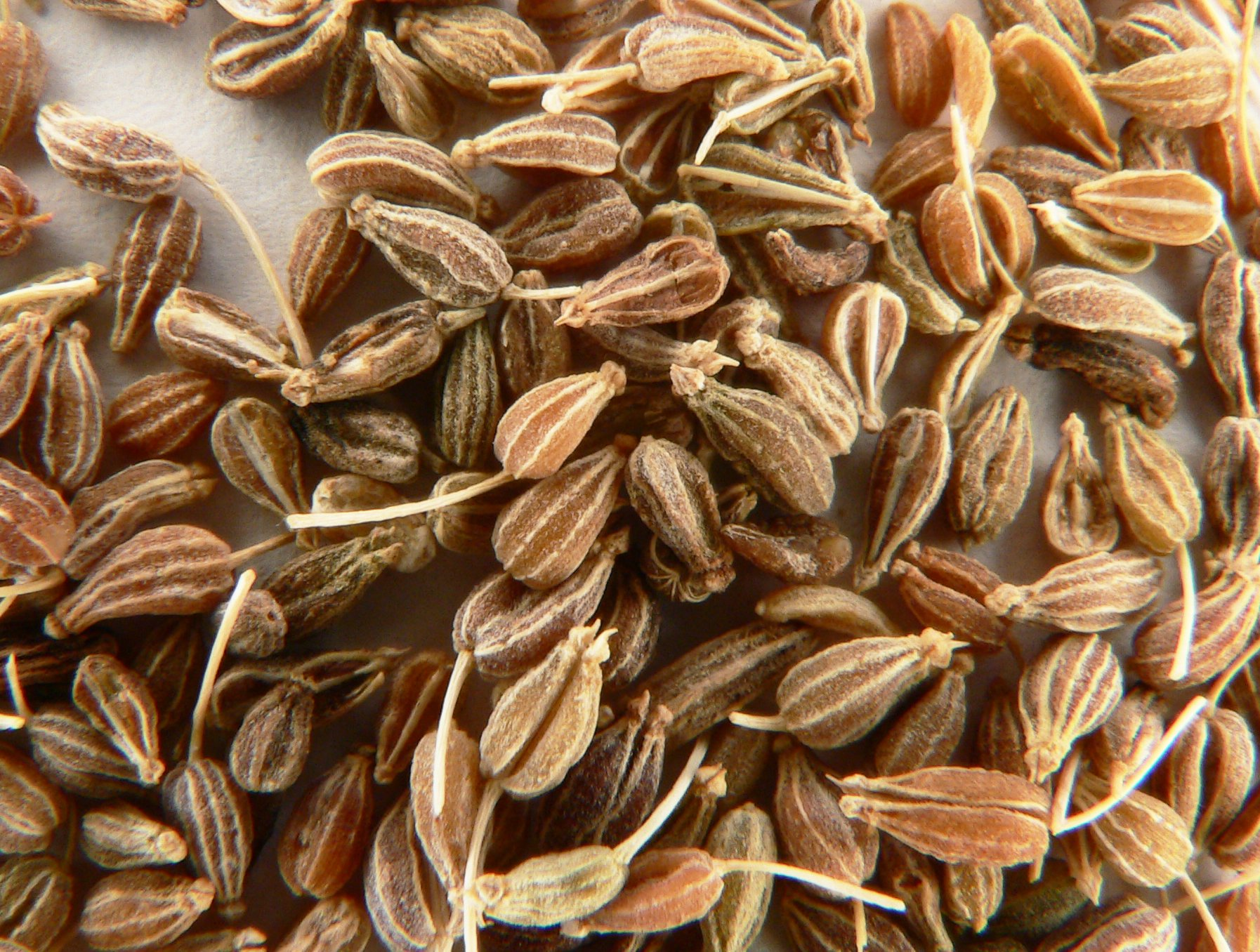
果実、アニス果（アニシード）
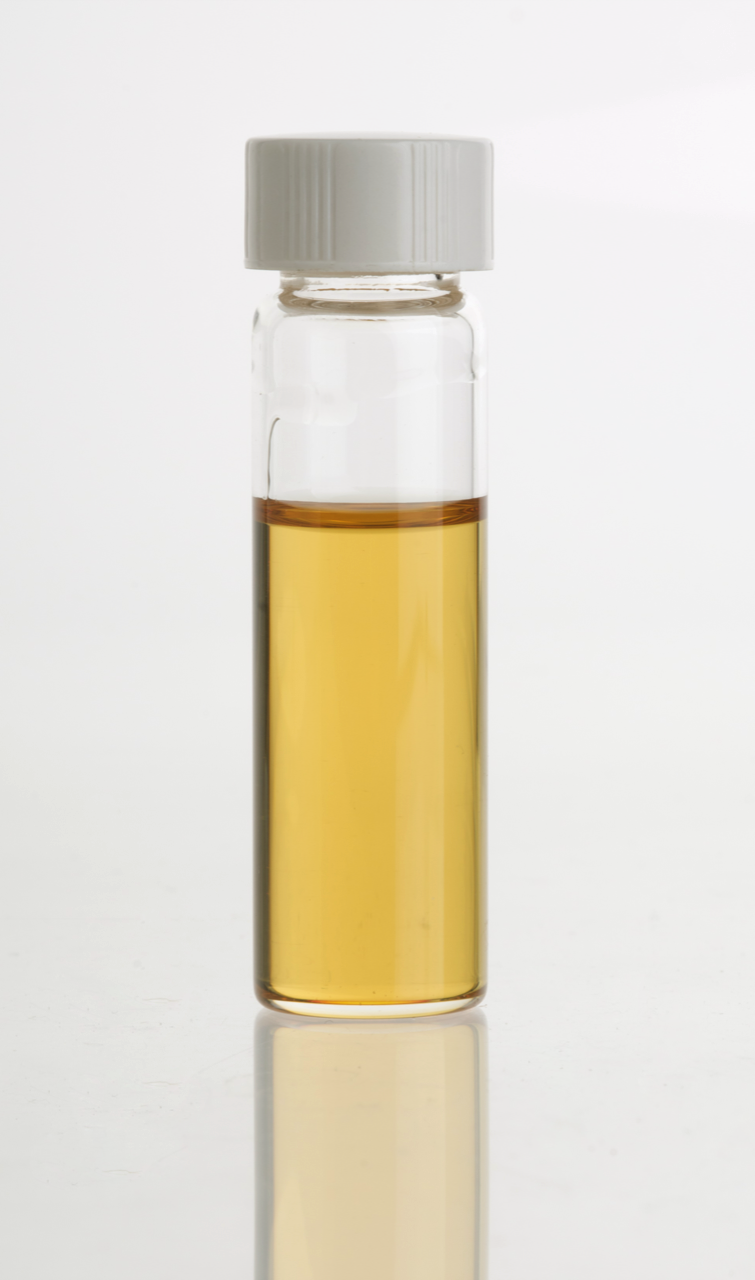
アニスの精油
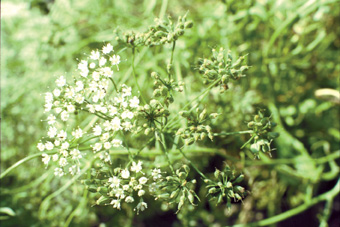
花
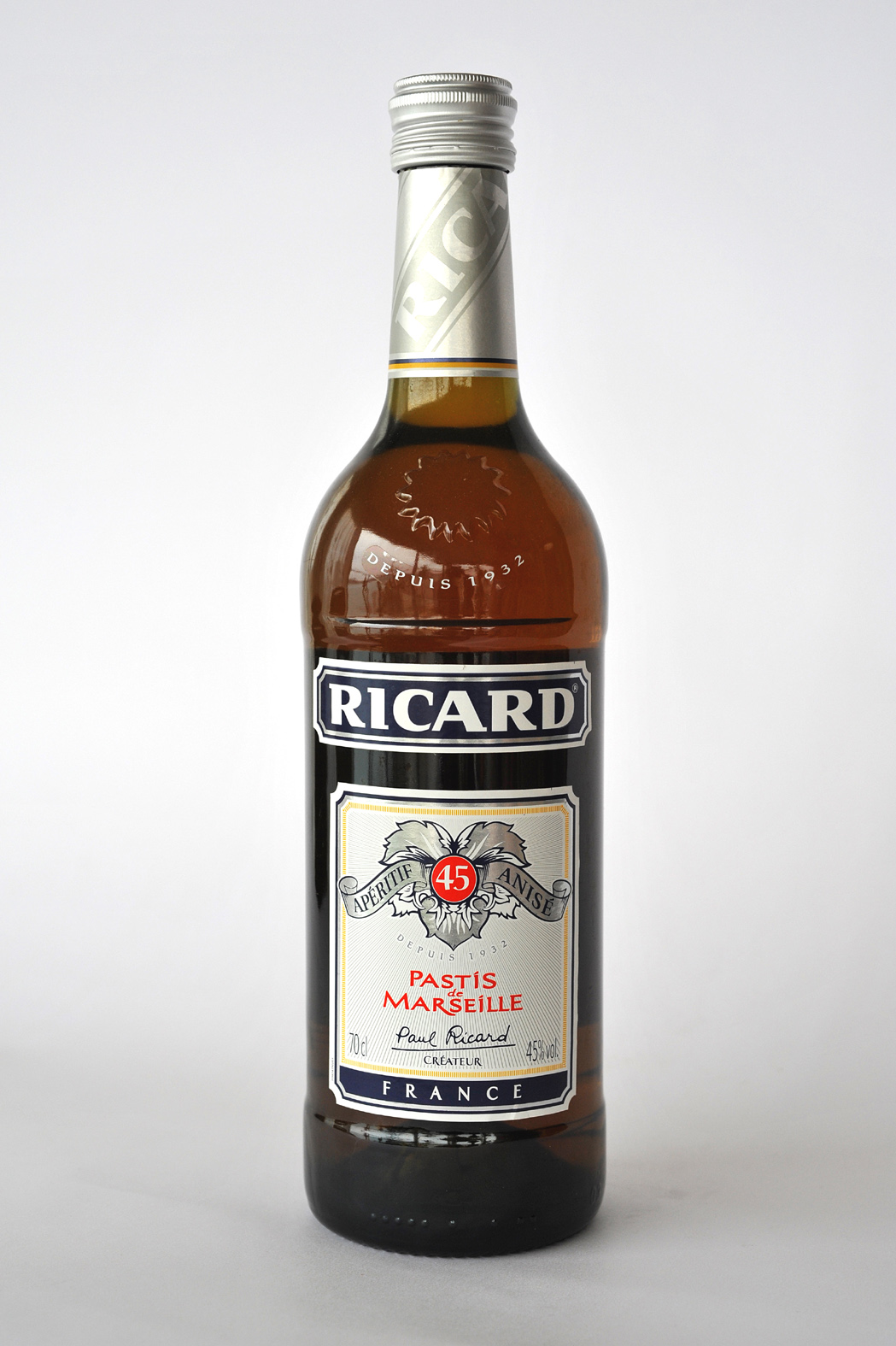
アニス酒の一種、フランスのパスティス